# Cacoal
Cacoal este un oraș în Rondônia (RO), Brazilia.